# Volkswagen Tarok
Le Tarok est un pick-up compact produit par le constructeur automobile allemand Volkswagen à partir du printemps 2019 au Brésil.

## Caractéristiques
Le tableau de bord est équipé du Virtual Cockpit 100 % numérique et le tableau de bord reçoit écran tactile central.
La particularité du Tarok est sa benne extensible. En abaissant la banquette arrière, la profondeur de la benne, sous la lunette arrière, atteint 2,75 m.

### Motorisations
Le Tarok reçoit deux motorisations de 150 ch, un 4-cylindres diesel 2.0 TDi et un 4-cylindres 1.4 TSI fonctionnant à l'éthanol pur (E100) ou un mélange essence-éthanol (E22).

## Concept-car
Le Volkswagen Tarok est préfiguré par le Volkswagen Tarok Concept présenté au salon automobile de Sao Paulo au Brésil le 6 novembre 2018.
Le Tarok concept est présenté ensuite pour le marché nord-américain au Salon de l'automobile de New York 2019.